# Palazzo Ferreria
Il Palazzo Ferreria, conosciuto anche come Palazzo Francia o Palazzo Buttiegieg-Camilleri, è un palazzo storico de La Valletta a Malta.

## Storia

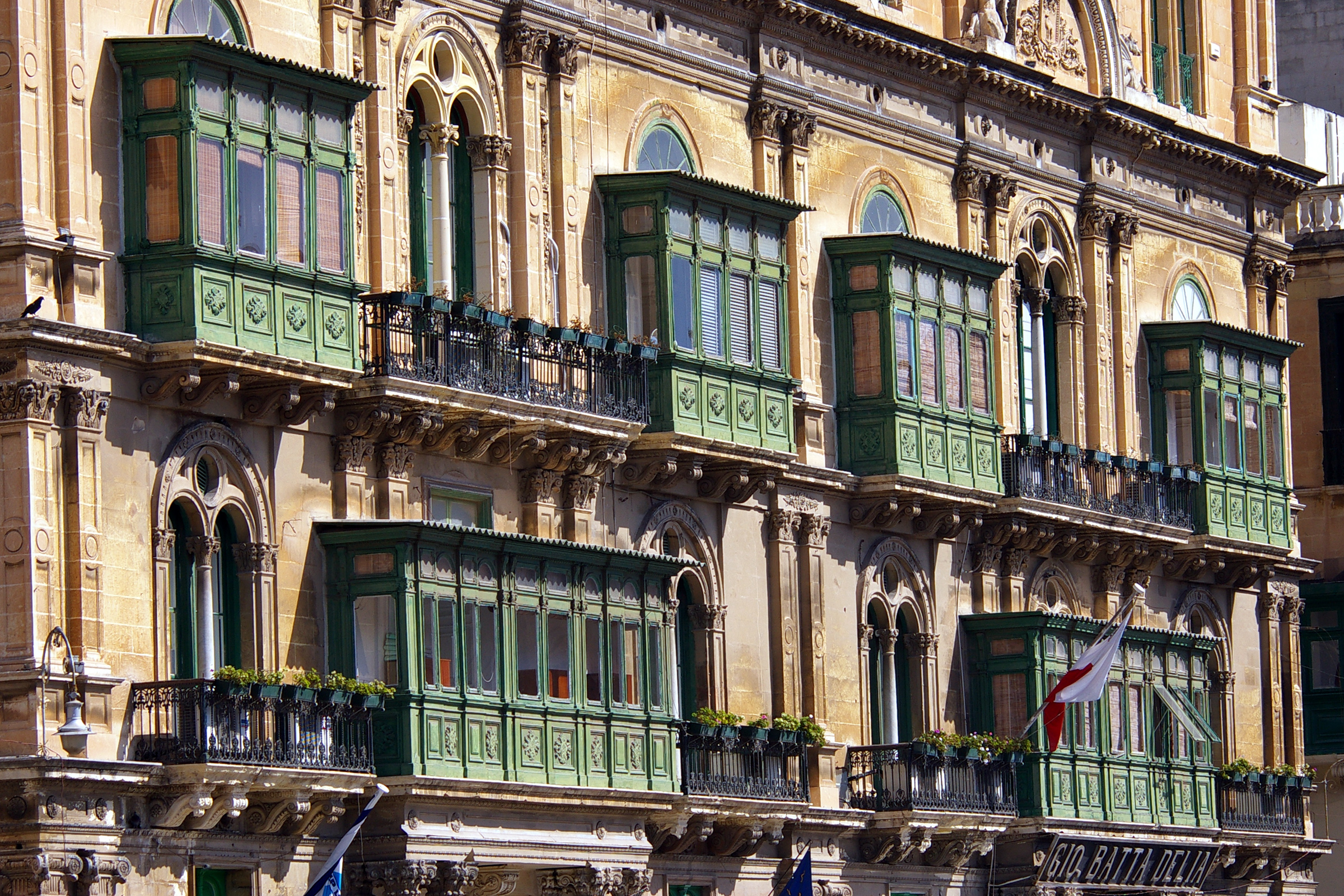
Particolare della facciata

Il nome di Palazzo Ferreria deriva dal fatto che nel luogo in cui sorge un tempo si trovava una fucina dove venivano realizzate le armature dei cavalieri del Sovrano militare ordine di Malta. Nella seconda metà del XIX secolo la ricca coppia Giuseppe Buttigieg e Giovanna Camilleri acquistò il terreno dal governo per realizzare il proprio palazzo di famiglia. L'edificio passò in dote alla figlia Teresa Buttigieg, la quale sposò il colonnello John Louis Francia, un ufficiale dell'esercito britannico originario di Gibilterra conosciuto mentre prestava servizio a Malta. Per questo motivo il palazzo è anche conosciuto come Palazzo Francia.
La famiglia Francia abitò nel palazzo fino al 1947. Al tempo il palazzo era la seconda più grande residenza privata dell'isola dopo il palazzo presidenziale, e disponeva di uno staff di circa 25 dipendenti.
Durante la seconda guerra mondiale molti degli edifici della città subirono pesanti danni a causa dei bombardamenti, per cui alla fine del conflitto il neoeletto governo laburista affittò parte di Palazzo Ferreria come sede del Ministero dei lavori pubblici, all'epoca diretto dal vice-primo ministro Dom Mintoff. Inizialmente la famiglia Francia tenne per sé un appartamento dove continuò a vivere, ma nel 1979, visti i bassi canoni di affitto, decise di vendere il palazzo al governo maltese. Quello che era l'appartamento della famiglia divenne così l'ufficio del ministro.
L'edificio è tutelato come grade 1 national monument dalla Malta Environment and Planning Authority e tra il 2015 e il 2017 è stato oggetto di restauro.

## Descrizione

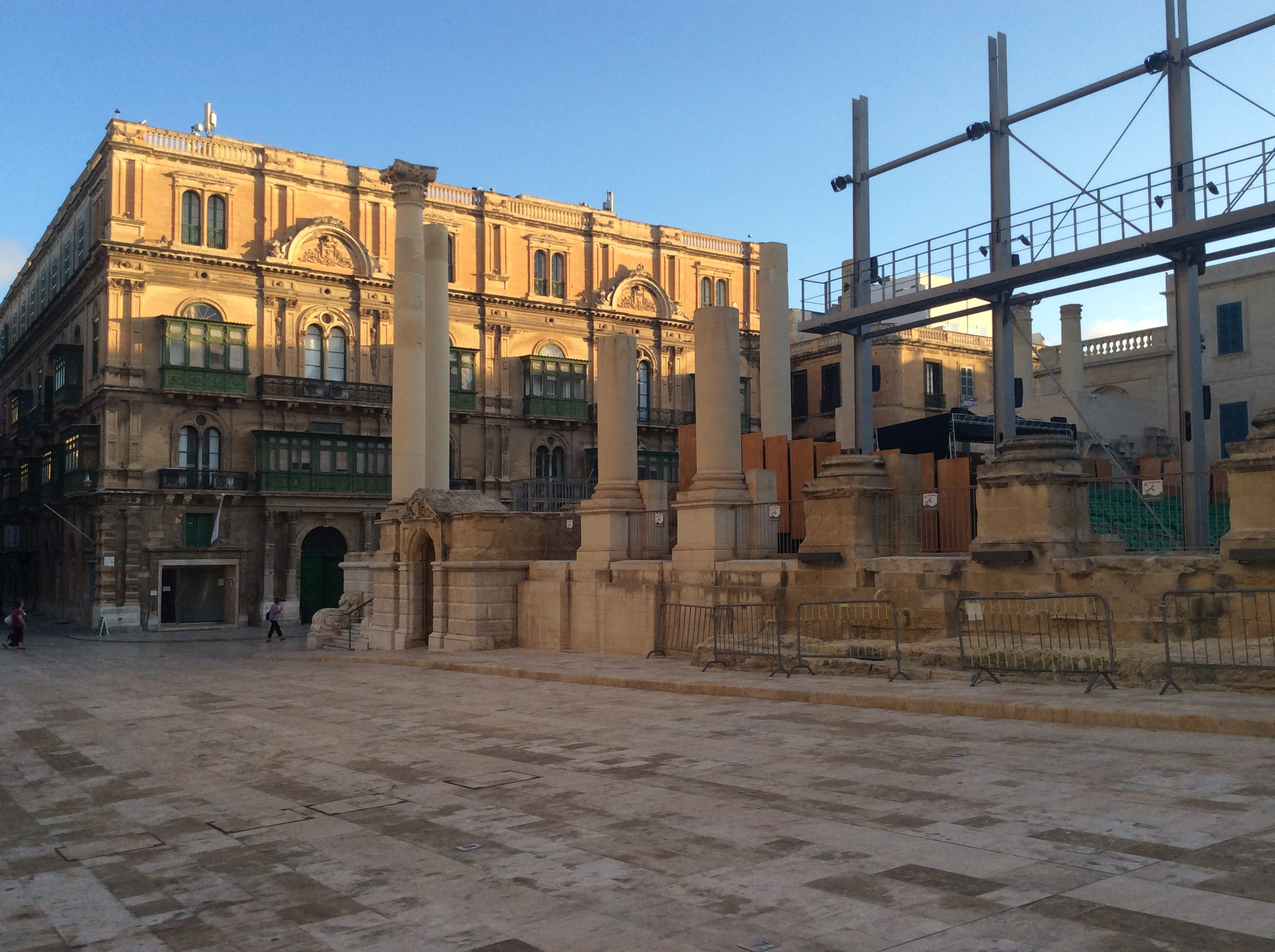
Pjazza Teatru Rjal con le rovine del Teatro Reale di fronte a Palazzo Ferreria

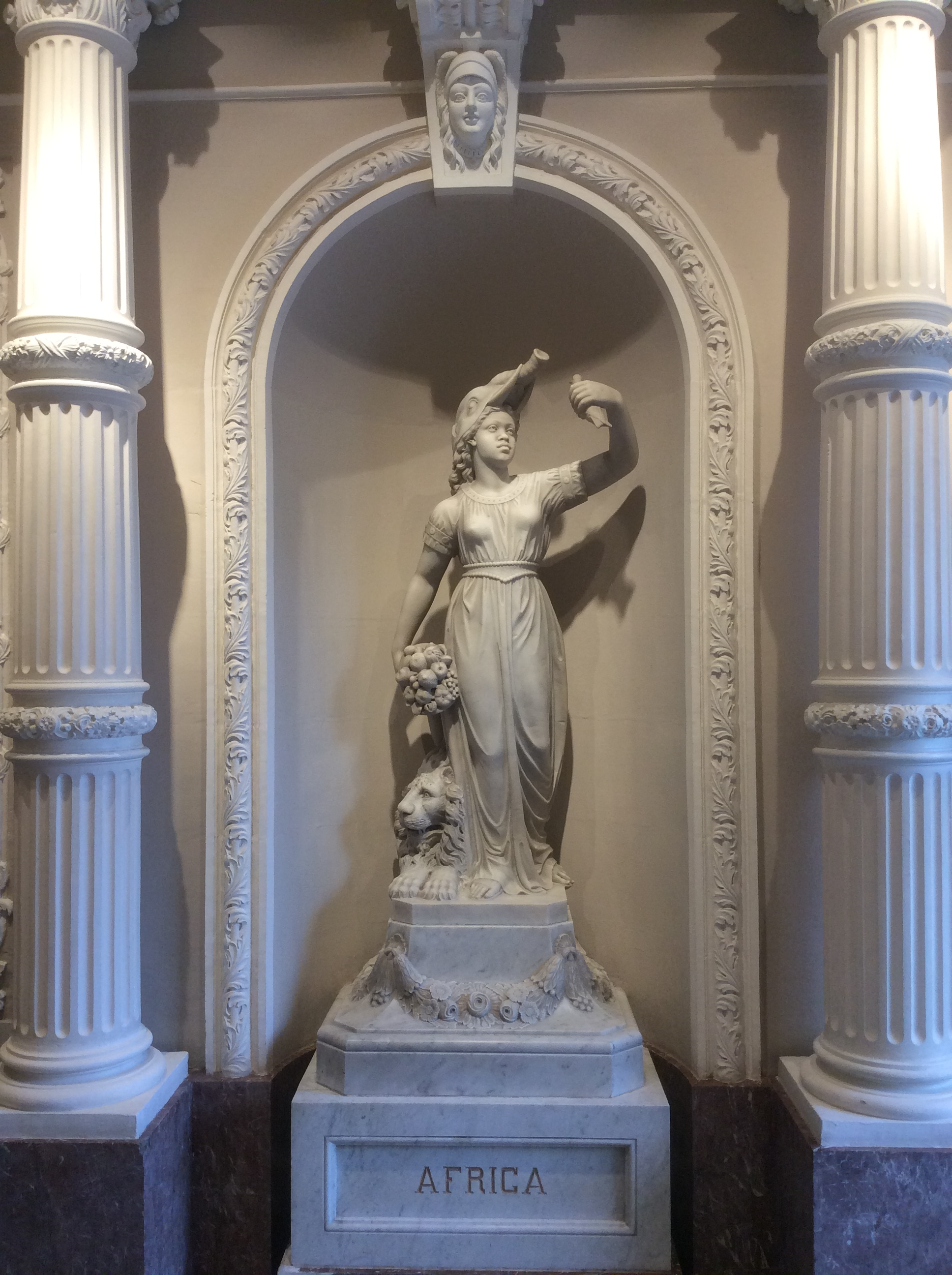
Una delle statue dei continenti al piano terra del palazzo

Palazzo Ferreria si trova in Republic Street alla Valletta, vicino all'ingresso della città, di fronte alle rovine del Teatro Reale in pjazza Teatru Rjal e nei pressi del nuovo Palazzo del Parlamento realizzato tra il 2011 e il 2015 su progetto di Renzo Piano.
Il palazzo è stato realizzato nella seconda metà del XIX secolo su progetto dell'architetto maltese Giuseppe Bonavia, progettista anche della Borsa e della Torre Lija Belvedere, e inaugurato nel 1876. La facciate, in stile gotico veneziano, ricordano alcuni elementi dei palazzi lungo il Canal Grande, come le finestre a tre archi. Un altro elemento notevole dei prospetti sono i balconi chiusi con verande in legno, qui utilizzate per la prima volta sull'isola.
L'edificio è attualmente sede del Ministero per la famiglia e la solidarietà sociale, mentre al piano terra ospita alcuni negozi e una galleria commerciale all'interno della quale si trovano alcune statue raffiguranti i continenti. Sulla facciata che affaccia su triq ir-Repubblika è possibile vedere lo stemma originario delle famiglie Buttiegieg-Camilleri.